# Oftalmoplegia internucleare
L'oftalmoplegia internucleare, cui ci si riferisce spesso con l'acronimo OIN, si verifica nella lateralità di sguardo ed è caratterizzata dall'incapacità nell'adduzione di un occhio associata a nistagmo dell'occhio controlaterale abdotto. Spesso si riscontra nei casi di sclerosi multipla.

## Eziologia
Tale fenomeno si riscontra frequentemente in patologie neurologiche come la sclerosi multipla e i disordini cerebrovascolari, ed è causato da una lesione al livello del fascicolo longitudinale mediale del lato dell'occhio non addotto in un punto del tratto fra il nucleo del VI nervo cranico ed il nucleo del III nervo cranico.